# Héctor Núñez
Héctor Núñez Bello (Montevideo, 8 maggio 1936 – Madrid, 19 dicembre 2011) è stato un allenatore di calcio e calciatore uruguaiano, di ruolo attaccante. Ha allenato per anni in Spagna e ha guidato l'Uruguay alla conquista della Copa América 1995.
È scomparso nel 2011 all'età di 75 anni dopo lunga malattia.

## Carriera

### Giocatore
Núñez inizia la sua carriera nel calcio a 19 anni con la maglia del Nacional di Montevideo. Le sue buone prestazioni gli consentono di disputare la Copa América 1959.
Trasferitosi in Spagna, al Valencia, vince due Coppe delle Fiere consecutive. Dopo il trasferimento al Mallorca e al Levante, chiude la carriera nel 1966.

### Allenatore
Ha allenato sette club in Spagna, tra cui il Valencia, nel quale ha giocato, e il Granada per tre stagioni. Ha allenato la nazionale di calcio costaricana nel 1992. Incaricato di guidare la nazionale di calcio dell'Uruguay, la porta alla vittoria nella Copa América giocata in casa, rimanendo in carica fino al 1997. La sua ultima esperienza come allenatore è stata con l'Al-Nasr.

## Palmarès

### Giocatore

#### Competizioni nazionali
- Campionato uruguaiano: 3

Nacional: 1955, 1956, 1957

#### Competizioni internazionali
- Coppa delle Fiere: 2

Valencia: 1961-1962, 1962-1963

### Allenatore
- Coppa Interamericana: 1

Nacional Montevideo: 1988
- Recopa Sudamericana: 1

Nacional: 1989
- Coppa America: 1

Uruguay 1995
- Allenatore sudamericano dell'anno: 1

1995